# Collaborazione poliziesca nella Francia di Vichy

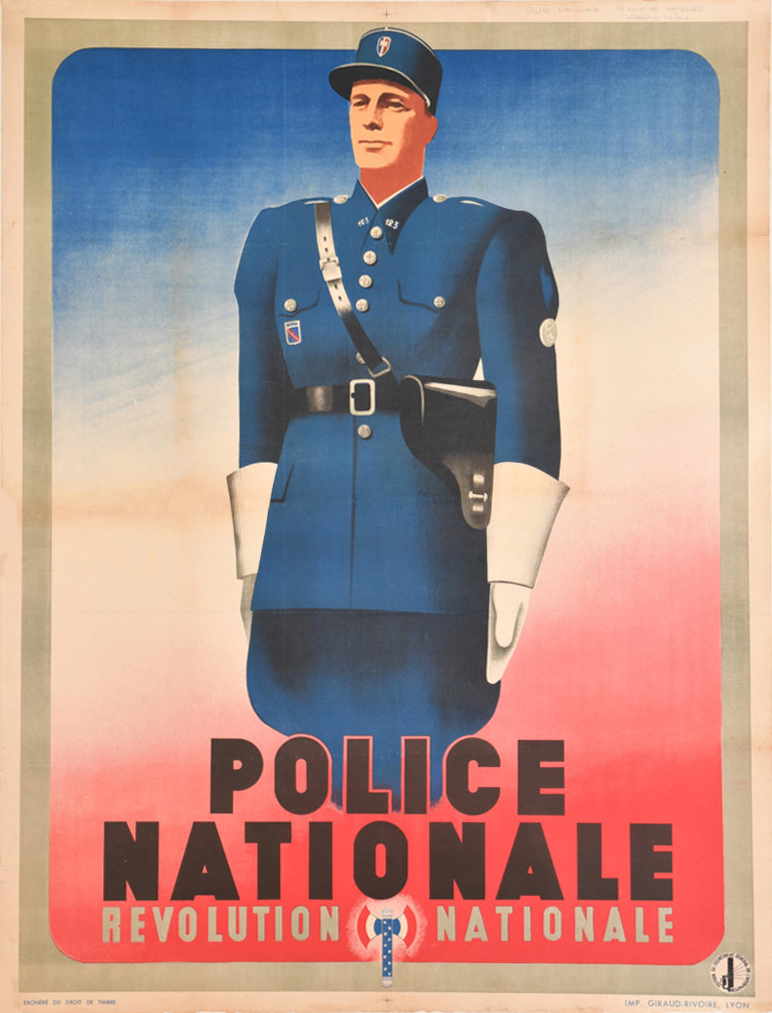
Manifesto di propaganda per il reclutamento nella Polizia Nazionale (fine 1941 - inizio 1942).

La collaborazione poliziesca nella Francia di Vichy fu uno strumento essenziale per la politica di collaborazione con la Germania nazista, uno degli obiettivi politici raggiunti dal governo di Vichy durante la seconda guerra mondiale.

## Giuramento di Stato

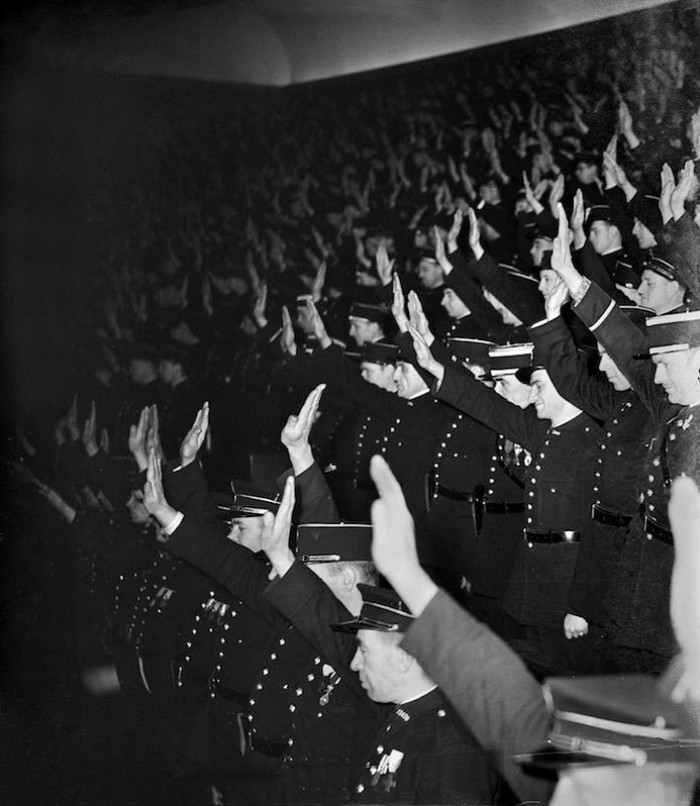
Giuramento degli agenti di polizia, 1942.

Il 14 agosto 1941 un decreto firmato dal maresciallo Pétain impose a tutti i dipendenti pubblici di prestargli giuramento di fedeltà. Di conseguenza, il 20 gennaio 1942 si svolse una cerimonia ufficiale durante la quale 3 000 delegati della Guardia di Parigi, della Polizia nazionale e della Prefettura di polizia si riunirono nella grande sala del Palais de Chaillot, sotto la presidenza del ministro degli Interni Pierre Pucheu.  Dopo che la Banda dei pacificatori aveva suonato La Marsigliese, fu pronunciata questa formula: "Giuro fedeltà al Capo dello Stato in tutto ciò che comanda nell'interesse del servizio, dell'ordine pubblico e del bene del Paese". Tutti gli agenti di polizia presenti risposero alzando le braccia: "Lo giuro".

## Rastrellamenti
Durante la seconda guerra mondiale la polizia francese fu protagonista di numerosi rastrellamenti di ebrei, tra cui la retata della lettera verde nel maggio 1941, la retata nell'XI arrondissement di Parigi nell'agosto 1941 in cui 4 200 persone furono arrestate e internate a Drancy, il massiccio rastrellamento del Vélodrome d'Hiver nel 1942, in cui furono presi oltre 13 000 ebrei, il rastrellamento di Clermont-Ferrand del 25 novembre 1943 e il rastrellamento del Porto Vecchio di Marsiglia nel 1943. Quasi tutti gli arrestati furono deportati ad Auschwitz o in altri campi di sterminio.

### Approfondimenti
- Clive Emsley, Eric Johnson e Pieter Spierenburg, Social Control in Europe, The Ohio State University Press, 2004.
- (EN) Richard Joseph Golsan (a cura di), Memory, the Holocaust, and French justice : the Bousquet and Touvier affairs, Hanover, Dartmouth College, 1996, ISBN 9780874517330, OCLC 32922667.
- Stephanie Kates, Vichy France's Collaboration with Nazi Germany, in The Arbutus Review, vol. 8, n. 1, 30 ottobre 2017,  pp. 37-44, DOI:10.18357/tar81201716806.